# Nennsberg
Nennsberg ist ein Ortsteil der Gemeinde Eitorf im Rhein-Sieg-Kreis. 

## Geographie
Nennsberg liegt unterhalb der Anhöhe des Höhensteines. Eine Parzelle heißt wahrscheinlich aufgrund des steilen Anstiegs Himmelsberg. Bei guten Sichtverhältnissen ist ein Fernblick ins Bergische Land, nach Windeck und auf den Hohen Schaden möglich.

## Geschichte
Nennsberg wurde das erste Mal in einer Rodungskarte zwischen 800 und 1300 n. Chr. benannt. Eventuell stammt der Name von Nonnesberg, da hier eine Parzelle den Namen Frauenbusch trägt, die auf ein Kloster, Einsiedlerinnen oder Eigentum eines Nonnenklosters schließen lässt.
1830 hatte Nennsberg sechs Bewohner.
1845 hatte der Hof 7 katholische Einwohner.
1888 hatte das Dorf 17 Bewohner in drei Häusern.
1901 gab es hier die Haushalte Ackerin Witwe Peter Barrig, Hausiererin Katharina Feld und Ackerer Peter Feld.
1925 waren in Nennesberg zwei Haushalte verzeichnet: Anton Barrig und Anton Ennenbach, beide Ackerer.

### Zweiter Weltkrieg
Drei Nennsberger Männer der Familie Schwarzemüller verstarben 1945 sowie 1946 in Russland, ein vierter wurde schwer verwundet. Am späten Nachmittag des 26. März 1945 wurde Nennsberg von amerikanischen Soldaten von der NS-Herrschaft befreit. Am 27. März 1945 stellen die Amerikaner eine Panzerkette oberhalb von Nennsberg am Waldrand zum Höhenstein auf. Die befürchteten Gefechte zwischen Wehrmacht und Amerikanern blieben bis auf wenige Granaten von Seiten der abrückenden Soldaten aus.
Der Weiler Nennsberg besaß zu keiner Zeit mehr als fünfundzwanzig Einwohner (dies während des Zweiten Weltkriegs).

## Bergbau
Nordwestlich von Nennsberg liegt die Grube Silberseifen, in der Erz gewonnen wurde. Ein weiterer aber verschlossener Eingang befand sich in Richtung des Ortsteils Forst auf der Rechten Seite. Am Hang der Parzelle „Am alten Wingert“ wurde dieser Eingang von der Bevölkerung während der Luftangriffe des Zweiten Weltkrieges genutzt.

## Viehzucht und Ackerbau
In Nennsberg wurde seit der Rodung Viehzucht und Ackerbau betrieben. Der fruchtbare Boden veranlasste die Bewohner der benachbarten Orte kleine Parzellen mit Obst- und Gemüsegärten anzulegen. Besonders durch Familie Ennenbach wurde bis in die 1990er Jahre Landwirtschaft betrieben. Die Forstwirtschaft wurde lediglich zum Eigenbedarf betrieben.

## Brunnen
Es gibt zwei gefasste Brunnenanlagen. Dabei besitzt jedes Wohnhaus einen eigenen Brunnen zur Bewässerung der Grünanlagen.

## Bauwerke
Sowohl die ehemalige Backstube oberhalb der einzigen Straßenlaterne als auch die landwirtschaftlich genutzte Scheune im Ortseingang links der Familie Schwarzemüller/Steckelbach wurden Ende der 1980er abgerissen.
In der Mitte des Ortes befindet sich auf der rechten Seite ein Wegekreuz, das für die verstorbenen Söhne der Familie Schwarzemüller aufgestellt wurde.
Das Fachwerkwohnhaus ist demnach das älteste Gebäude in Nennsberg, wobei seine Eckpfeiler durch die Verzapfung zeigen, dass es bereits einen anderen Standort gehabt haben muss.
Das Backhaus auf dem benachbarten Hof zählt zu den ältesten Gebäuden vor Ort.

## Hochspannung
Seit den 1970er Jahren werden drei Oberlandleitungen der Rheinisch Westfälischen Elektrizitätswerke (RWE) und DB-Energie (ehemals Deutsche Bundesbahn) über dem Ort betrieben.